# ヴェロニカ・ゲリン

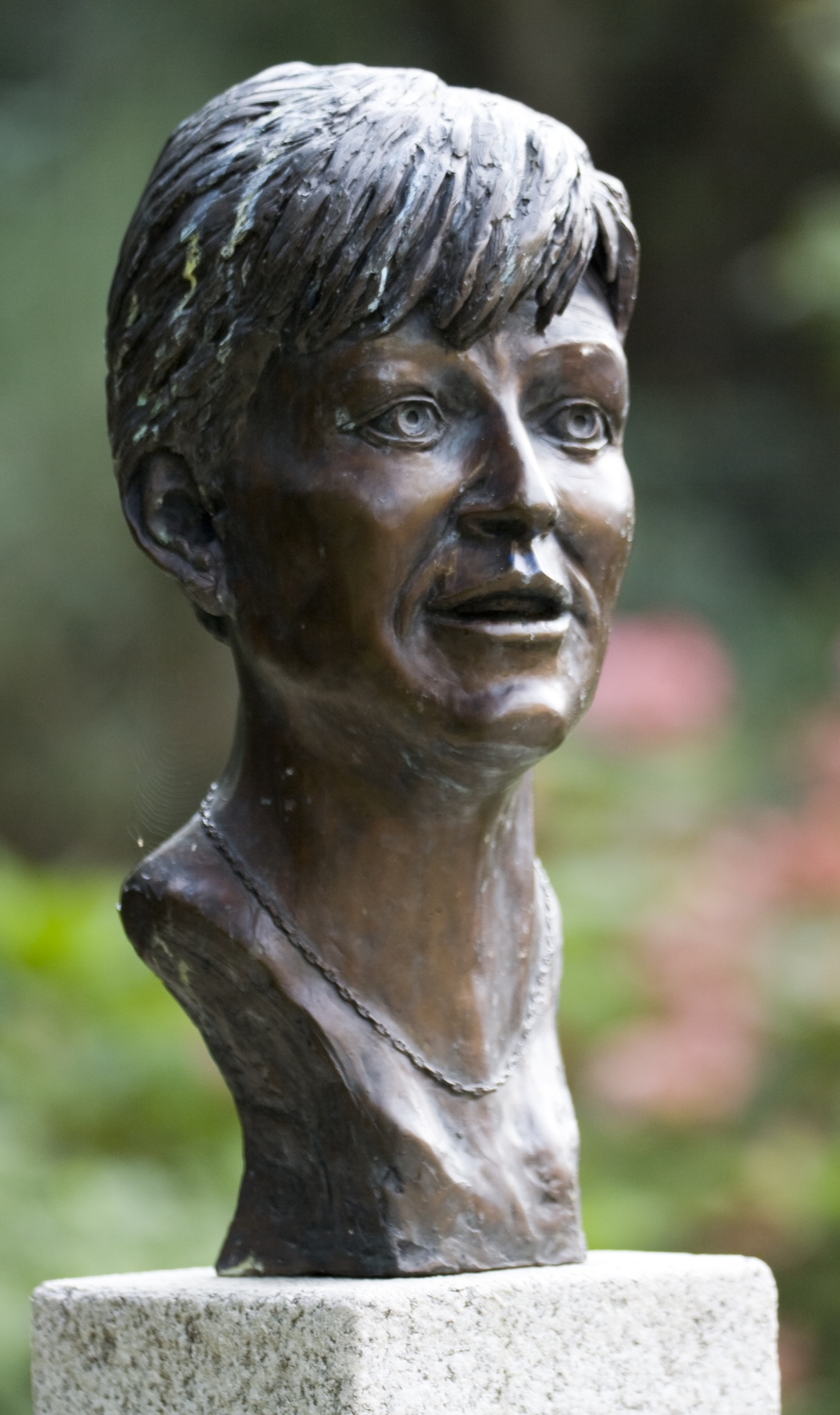
ヴェロニカ・ゲリン

ヴェロニカ・ゲリン（Veronica Guerin, 1959年7月5日 - 1996年6月26日）は、犯罪組織を相手に戦って殺害されたアイルランドのジャーナリスト。
ヴェロニカ・ゲリンはダブリンに生まれ、『サンデー・インディペンデント』紙の女性記者として活躍した。麻薬組織について調査し、ボスのジョン・ギリガン（John Gilligan）にも会うなど、非常に精力的な取材活動を行った。多くの脅しを受け、銃撃されてもなお紙面を通して奮闘しつづけたが、1996年6月26日にダブリン郊外の交差点で信号待ちをしている間に、組織の者により至近距離から放たれた６発の弾丸を受け死亡した。
彼女の死によって麻薬撲滅の機運が高まり、アイルランド議会も憲法を改正し、大規模な捜査が行われた。その結果、150人以上が逮捕され、組織の資産も没収された。別件でイギリスに捕らえられていたギリガンも、2000年2月3日にアイルランドに送還された。

## 映画化
ゲリンをモデルにした映画も作られている。
- When the sky Falls （2000年） - ジョアン・アレン主演
- ヴェロニカ・ゲリン（2003年） - ケイト・ブランシェット主演